# Picromorpha pyrrhopa
Picromorpha pyrrhopa är en fjärilsart som beskrevs av Oswald Beltram Lower 1897. Picromorpha pyrrhopa ingår i släktet Picromorpha och familjen mätare. Inga underarter finns listade i Catalogue of Life.